# 志摩淳
志摩 淳（しま じゅん、12月24日 - ）は、日本の女性声優、ナレーター。千葉県出身。アクロスエンタテインメント所属。

## 略歴
かつてはオフィス薫、ぐるーぷ・インパクト、リンク・エンタテインメンツ（業務提携）、ネクシードに所属していた。

## 出演作品
太字はメインキャラクター。

### ナレーション

#### NHK
- 旅するユーロ 2ndシーズンPR（Eテレ）

#### 日本テレビ系
- サタデーバリューフィーバー 世界！カルチャーサミット
- ぜんぶウソ(サブ出しナレーション)

#### TBS系
- ザックリTV
- 笑いのタマリバ 芸人大回転ゲームSP Ⅰ /Ⅱ / Ⅲ
- 第5回 全国小・中学校リズムダンスふれあいコンクール
- 女子アナ満開！ハナサカ（BS-TBS）

#### フジテレビ系
- スポーツ道～技～（BSフジ）

#### テレビ朝日系
- むかしケイバなし(ABC)

#### テレビ東京系
- マジマジョ×ファントミ ひみつちょーだい！スペシャル
- 魔法×戦士 マジマジョピュアーズ!ダイジェスト
- 超入門！アイドル×戦士 ミラクルちゅーんず!
- メイク ア ミラクル！ミラクルちゅーんず!ができるまで
- Eネ！
- 一夜づけ

### TOKYO MX
- 彩コレ！

- ジュエリースタイル（CATV）

- 他、多数[1]

### 吹き替え

#### 映画
- ハリウッド式 恋のから騒ぎ（ディドラ〈メグ・ライアン〉）
- ギプスの女（フィオナ〈ヴェラ・ファーミガ〉）
- ブラック・インフェルノ（ソニア〈アストリッド・ヴェイヨン〉）
- Chatroom/チャットルーム（エヴァ〈イモージェン・プーツ〉）
- ザ・ホークス　ハワード・ヒューズを売った男（アンドレア〈ホープ・デイヴィス〉）
- セブン・サイコパス（カーヤ〈アビー・コーニッシュ〉）
- ソリタリー・マン（ジョーダン〈メアリー＝ルイーズ・パーカー〉）
- 青列車の秘密（キャサリン・グレー）
- オックスフォード連続殺人（ベス〈ジュリー・コックス〉）
- ジョン・マルコヴィッチのレディースルーム（ジェマ）
- ヤバい経済学（ローラ・ワッテンバーグ）
- レジェンド・オブ・アーク（エヴァ）
- ウォー・オブ・ザ・ゴッド 勇者たちの神話（フレイヤ）
- パリ20区、僕たちのクラス（ソフィー）
- ザ・スネーク（ジェーン）
- 風雲 ストームウォリアーズ（楚々）
- プレデター2012（セドナ）
- 女処刑人（ジュリア）
- バトル・オブ・バミューダトライアングル（プランバー〈マイア〉）
- バンク・クラッシュ（ジェシカ）
- UKギャングスター（カレン）
- 美女と野獣（ファニー[4]）
- ブラックホール（クロエ）
- プリズン・ア・ゴーゴー（ロージー）
- デス・パズル（スペンサー夫人）
- ノック・ノック（レイチェル)
- マイ・ブラザー 哀しみの銃弾（モニカ〈マリオン・コティヤール〉）
- シャークネード（ディアナ）
- ザ・マーダー（リサ）
- ロボコップ（デイビッド・マーフィ〈ジョン・ポール・ラッタン〉）
- オールド・ボーイ（ハエン・ボク〈ポム・クレメンティエフ〉、アマンダ）
- アポカリプス・トゥモロー（キャスリン・キーン）
- M10.0 ロサンゼルス大地震（エミリー〈キャメロン・リチャードソン〉）
- ボルケーノ・シティ（アシュレイ〈ジーナ・ホールデン〉）
- アイス・アルマゲドン（フェイ・ラチェット）
- SPOOKS スプークス/MI-5（ジェラルディン〈ジェニファー・イーリー〉）
- トリプルヘッド・ジョーズ（ローラ・トーマス）
- ゴッド・スピード・ユー!（アナレッラ）
- サスペクツ・ダイアリー すり替えられた記憶（ラナ・エドモンド〈アンバー・ハード〉）
- 顔のない天使（グロリア・ノースタッド〈フェイ・マスターソン〉） ※テレビ版
- 名探偵ポワロ
- コロラド（キャロリン）※PDDVD版
- 駅馬車（ルーシー・マロイー）※PDDVD版
- アパッチ砦（ガダルーペ）※PDDVD版
- 奥様は魔女（ナンシー）※PDDVD版
- 雨に唄えば　※PDDVD版
- 自転車泥棒　※PDDVD版

#### ドラマ
- 彼と私と両家の事情（マオ・トウトウ〈海清〉）
- Dr.HOUSE シーズン3（アリス）
- クリミナル・マインド FBI行動分析課（ジェーン）
- 刑事モース〜オックスフォード事件簿〜（ミス・ヴィッキー・ダンビー）
- 刑事ジョー パリ犯罪捜査班（ルイーズ・ラング、リサ・フーシェ）
- エスケープ・アーティスト 無罪請負人
- グッド・ワイフ4
- 私はラブ・リーガル4
- キリング/26日間（グウェン・イートン）
- Zネーション（カサンドラ）

#### アニメ
- フィッシュ・レース（ママ）
- フィッシュ・レース2（ジュニア）

### テレビアニメ
- 3番いってきまぁ〜す（時期不明、LALAMI[5]）
- 史上最強の弟子ケンイチ（2006年、新体操部員）
- チーズスイートホーム あたらしいおうち（2009年、ラッキー）※やまきしま名義
- ドラゴン、家を買う。（2021年、貴婦人の扉）
- パズドラ（2025年、レクターの母）

### OVA
- ファンタジー リカちゃんシリーズ（ミキ）
- テックス・エイブリー AMERICAN CARTOON

### ゲーム
時期不明
- BraveSongOnline（リリス・ド・ノアリス）
- デビルサマナー 葛葉ライドウ 対 アバドン王（茜）
- FINAL FANTASY VII ADVENT CHILDREN
- アプリ「麻雀昇龍神」
- アプリ「三国INFINITY」
- アプリ「モバプロ」
- アプリ「アゲボイス」

2021年
- 鬼滅の刃 ヒノカミ血風譚

2024年
- メタファー：リファンタジオ

### ボイスオーバー
- 世界！カルチャーサミット（日本テレビ）
- バイオグラフィー（ヒストリーチャンネル）
- 現代の驚異（ヒストリーチャンネル）

### ラジオ番組
- 日本香堂 presents 癒しの香ギャラリー（インターネットラジオ：2009年10月 - ）株式会社日本香堂：日曜日担当パーソナリティ
- 岩澤居待 happy-go-lucky（全国コミュニティ放送局）ゲスト
- メガゾーン23 ON RADIO ザ・エクステンドストーリー（文化放送）ラジオドラマ